# Quillette
Quillette est un magazine en ligne fondé par la journaliste australienne Claire Lehmann. Il est classé comme « libertarien »,.
Il se concentre principalement sur la science, la technologie, l'actualité, la culture et la politique.

## Histoire
Le webzine  Quillette a été lancé en octobre 2015 à Sydney, en Australie, par Claire Lehmann. Il met en exergue sa volonté de privilégier la liberté d'expression.
Le site attire l'attention médiatique, le 7 août 2017, après avoir publié le texte de soutien de quatre scientifiques (Lee Jussim, David P. Schmitt, Geoffrey Miller, et Debra W. Soh) à un mémo controversé intitulé « La chambre d'écho idéologique de Google »,, (« Google's Ideological Echo Chamber »), qui justifiait les inégalités de genre au sein de l'équipe de Google par des différences biologiques. Le mémo a pour auteur James Damore, un cadre de Google qui a été licencié à la suite de cette note qualifiée de « sexiste ». Le site est mis temporairement hors-ligne une journée devant le succès de la publication de l'article, l'assistance informatique déclarant qu'il a pu s'agir aussi d'une attaque informatique.
Quillette a publié des articles soutenant le « mouvement pour la biodiversité humaine » qui tente de réintroduire des idées issues de l'eugénisme et du racisme scientifique dans le courant dominant, ((le Human Biodiversity Institute (en) étant un groupe d'extrême droite dont les recherches portent sur le néo-eugénisme). Le  mouvement pour la biodiversité humaine fait référence aux croyances selon lesquelles les comportements humains sont affectés par des gènes héréditaires, et selon lesquelles certaines prédispositions sont propres à certains groupes ethniques,.  Les auteurs qui ont publié des articles dans Quillette soutenant ces affirmations incluent Bo Winegard, Ben Winegard, John Paul Wright et Brian Boutwell.  
Quillette a publié des articles soutenant Noah Carl,, un chercheur démis de ses fonctions au St Edmund's College de Cambridge après que plus de 500 universitaires ont signé une lettre rejetant ses recherches et sa position publique sur la race et l'intelligence.

## Réception
En France, l’hebdomadaire Le Point a un partenariat avec Quillette,. Il traduit et diffuse des articles de ce magazine australien traitant de la « sociobiologie » et l’« évolutionnisme psychologique », prisés par les milieux conservateurs.   
Dans un article publié en 2020, le physicien Bruno Andreotti décrit Quillette comme un instrument médiatique au service d'une « nébuleuse d’intellectuels libertariens » « obsédés par l’idée selon laquelle les inégalités sociales et économiques sont de purs héritages biologiques, liés à des différences d’intelligence d’origine génétique ».   
Des chercheurs dont les études font l'objet d'une reprise dans Quillette ont par ailleurs déclaré au site Arrêt sur images que leur travail y avait été reproduit d'une manière infidèle.   
Le journaliste Andrew Sullivan estimait en 2018 que Quillette était « rafraîchissant et hétérodoxe » dans une chronique du magazine New York The Daily Intelligencer.